# Женская сборная Чили по баскетболу
Женская сборная Чили по баскетболу — женская команда Чили, представлявшая эту страну на международных баскетбольных соревнованиях. Управляющим органом сборной выступает Федерация баскетбола Чили.

## Команда
Основные успехи женской сборной Чили в международных турнирах приходятся на 40-е — 60-е годы XX века. Самым большим достижением, несомненно, является серебряная медаль первого женского чемпионата мира, проходившего на «домашней арене» в Сантьяго. В финальном групповом турнире, только по дополнительным показателям, Чили оказалась на второй строчке в таблице, опередив сборные Франции и Бразилии. В дальнейшем команда добивалась призовых медалей только в турнирах Южной Америки. Последним таким результатом является «бронза» чемпионата Южной Америки — 2013 в Аргентине.

## Результаты

### Чемпионат мира по баскетболу среди женщин
- 1953:  2°
- 1957: 7°
- 1964: 11°

### Чемпионат Америки
- 1993: 8°
- 1995: 5°
- 2001: 5°
- 2003: 6°
- 2007: 6°
- 2009: 6°
- 2011: 10°
- 2013: 6°
- 2015: 8°

### Чемпионат Южной Америки
- 1947:  1°
- 1948:  2°
- 1950:  1°
- 1952:  3°
- 1954:  2°
- 1956:  1°
- 1958: 5°
- 1960:  1°
- 1962:  2°
- 1965: 5°
- 1967:  2°
- 1968:  2°
- 1970: 4°
- 1972: 5°
- 1974: 6°
- 1977: 7°
- 1984: 6°
- 1989: 4°
- 1995:  3°
- 1997: 4°
- 1999: 4°
- 2003:  3°
- 2005: 5°
- 2006: 4°
- 2008:  3°
- 2010: 5°
- 2013:  3°

### Панамериканские игры
- 1955:  2°
- 1959:  3°
- 1963:  3°